# Pope2You
Pope2You est un projet lancé par le Vatican en 2009 et mené par l'agence de production multimédia catholique H2onews,,.

## Présentation générale
Pope2You s'adresse aux jeunes via les nouvelles technologies et notamment, les nouveaux réseaux sociaux.
Le projet regroupe la gestion d'un compte Facebook, Twitter et YouTube. Il prévoit également la mise en place de retransmissions télévisées via des applications adaptées à iPhone et iPad.
Pope2You communique sur l'actualité du Vatican et du pape. Le Pape écrit également, personnellement, des messages, à l'exemple de son premier tweet lors du lancement de News.va, lorsqu'il écrit, en anglais et grâce à un iPad, le 28 juin 2011 :

« Chers amis, je viens juste de lancer News.va. Loué soit notre seigneur Jésus Christ ! Avec mes prières et mes bénédictions, Benedictus XVI »